# Octave Chatillon
Octave Chatillon (* 12. April 1832 in Québec (Stadt); † 18. Januar 1906 in Nicolet (Québec)) war ein kanadischer Geiger, Pianist, Organist, Komponist und Dramatiker.

## Leben
Chatillon besuchte das Séminaire de Québe und nahm Musikunterricht bei Antoine Dessane. Von 1855 bis 1862 unterrichtete er am College von Sainte-Thérèse, danach bis zum Ende seines Lebens am Seminar von Nicolet. In Nicolet war er Organist an der Kathedrale. Zu seinen Schülern zählten Alphonse Lavallée-Smith und Arthur Lavigne.
Hauptsächlich komponierte Chatillon kirchenmusikalische Werke, darunter sechs Messen, fünf Kantaten, Motetten und andere Chorwerke. Außerdem schrieb er Stücke in kammermusikalischer Besetzung u. a. für Flöte, Klarinette oder Cello (Les chutes de Shawinigan, Les Forges, Le voyage de noces, Promenades, Le Saint-Maurice, Voyage en train). Er schrieb zudem auch mehrere dramatische Werke (Le Lion de Flandre, La Délivrance de Batavia). La Prise de Québec wurde 1902 in Québec aufgeführt.
Der Beruf des Musikers wurde Tradition in der Familie. Chatillons Sohn Édouard Chatillon war Organist und Komponist, der Enkel Robert Chatillon Kapellmeister und Musiklehrer und der Urenkel Jean Chatillon Komponist und Musiktheoretiker. Sein Sohn Adolphe Chatillon wurde als Pädagoge bekannt.